# Pyszczynek
Pyszczynek – wieś w Polsce położona w województwie wielkopolskim nad Jeziorem Pyszczynek, w powiecie gnieźnieńskim, w gminie Gniezno. Od południa graniczy z Gnieznem.
Wieś duchowna, założona przed 1357 rokiem, własność kapituły katedralnej gnieźnieńskiej, pod koniec XVI wieku leżała w powiecie gnieźnieńskim województwa kaliskiego. W latach 1975–1998 miejscowość administracyjnie należała do województwa poznańskiego.